# Fiat Mefistofele
Der Fiat Mefistofele ist ein ehemaliges Weltrekordfahrzeug, das auf einem Rennwagen vom Typ SB4 des italienischen Automobilherstellers Fiat basiert. Der Brite Ernest Eldridge erstellte auf dieser Basis den als Mefistofele bezeichneten Wagen als Eigenbau und brach mit ihm im Jahr 1924 den Landgeschwindigkeitsrekord.

## Geschichte
Das Basisfahrzeug wurde im Jahr 1908 als Fiat SB4 für Rundstreckenrennen gebaut und war seinerzeit mit einem 18.146 cm³ großen Vierzylindermotor mit etwa 175 PS (129 kW) ausgestattet. 1922 wurde der zwischenzeitlich havarierte und nicht mehr einsatzfähige Rennwagen von Ernest Eldridge erworben und im Jahr 1923 zu einem Rekordwagen umgebaut. Hierfür verlängerte Eldridge den Leiterrahmen im Bereich des Vorderwagens, um Platz für einen 21,7-Liter-Sechszylinder-Reihenmotor vom Typ Fiat A.12 zu schaffen. Dieser Motor stammte aus einem Kampfflugzeug des Ersten Weltkriegs. Seine Leistung beträgt rund 320 PS (235 kW). Am 12. Juli 1924 befuhr Eldridge gemeinsam mit seinem Copiloten und Mechaniker John Ames die gerade Landstraße Route nationale 20 von Arpajon bei Paris nach Süden und stellte dort den Weltrekord von 234,980 km/h auf. Für die Rekordfahrt war der Motor modifiziert worden: Aus einem mitgeführten Druckbehälter wurde den beiden Vergasern reiner Sauerstoff zugeleitet. Die Aufgabe des Beifahrers bestand darin, die Kraftstoffzufuhr mit einer handbetätigten Pumpe aufrechtzuerhalten.
Später erwarb Gianni Agnelli das Fahrzeug für die Werkssammlung (heutiger Name Centro Storico Fiat Lancia). Der Wagen ist fahrbereit und wird von Fiat regelmäßig öffentlich präsentiert, sowohl als stehendes Exponat bei Messen als auch im Rahmen von Demonstrationsfahrten. Während der Wagen zum Zeitpunkt von Eldridges Rekordfahrt schwarz lackiert war, wurde er von Fiat in der italienischen Rennwagenfarbe Rosso Corsa lackiert.

## Namensgebung
Mefistofele ist keine originär von Fiat oder Eldridge vergebene Typenbezeichnung, sondern ein Spitzname, der dem Fahrzeug von Zuschauern der Rekordfahrt und von der Presse verliehen wurde. Der Name bezieht sich auf Mephistopheles, den satanischen Dämon, der dem Doktor Faust die Seele abkauft.

## Bilder zum Fahrzeug heute

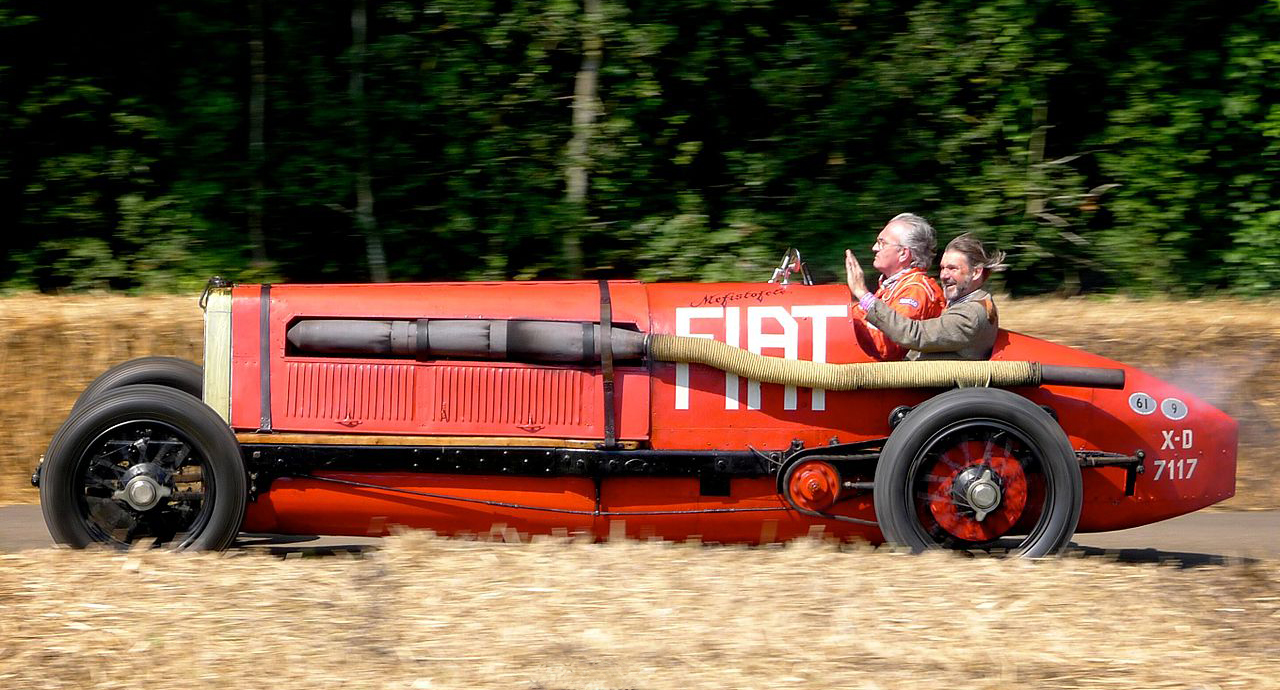
Der Mefistofele bei einer Oldtimerschau
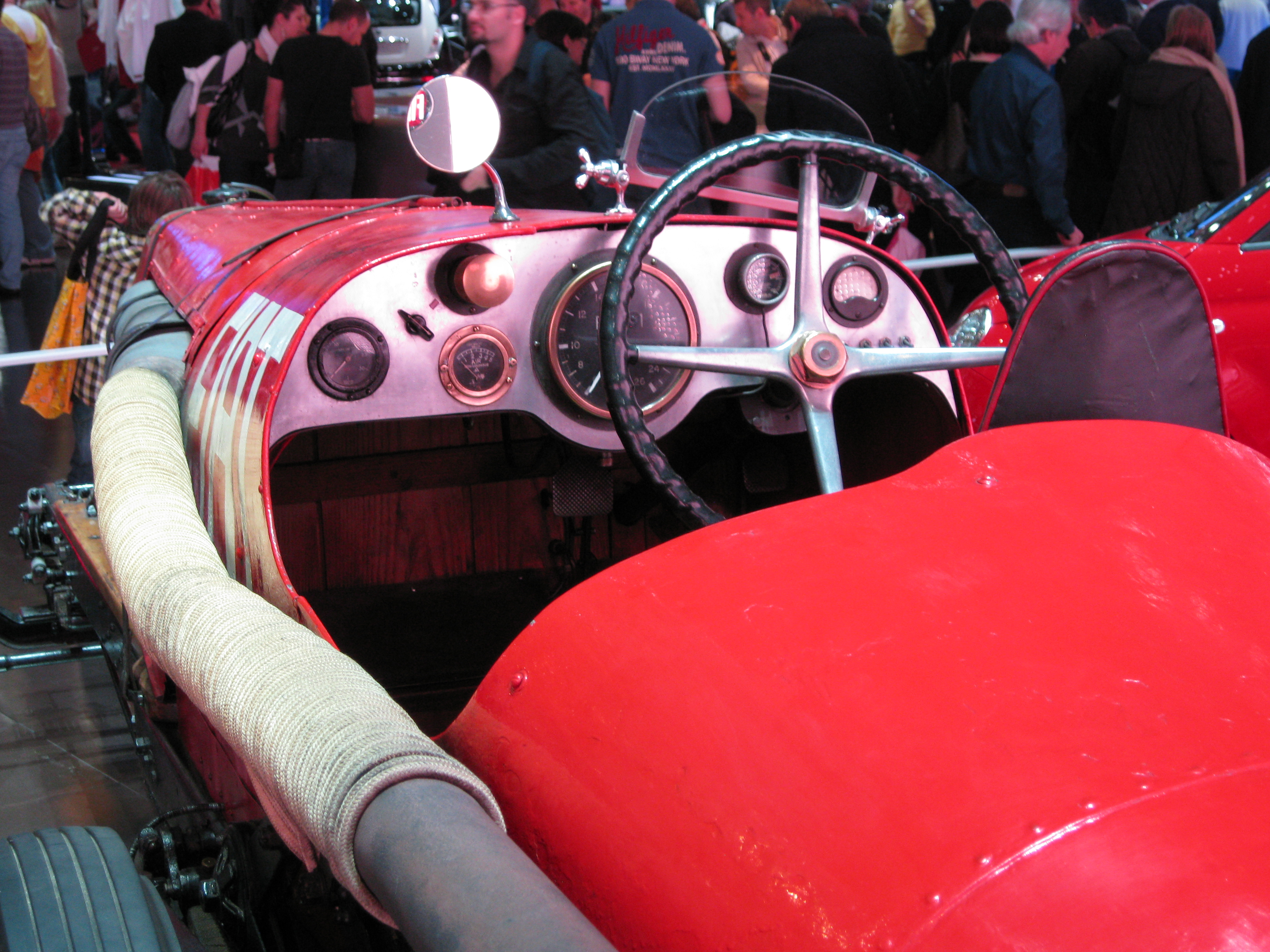
Cockpit des Mefistofele
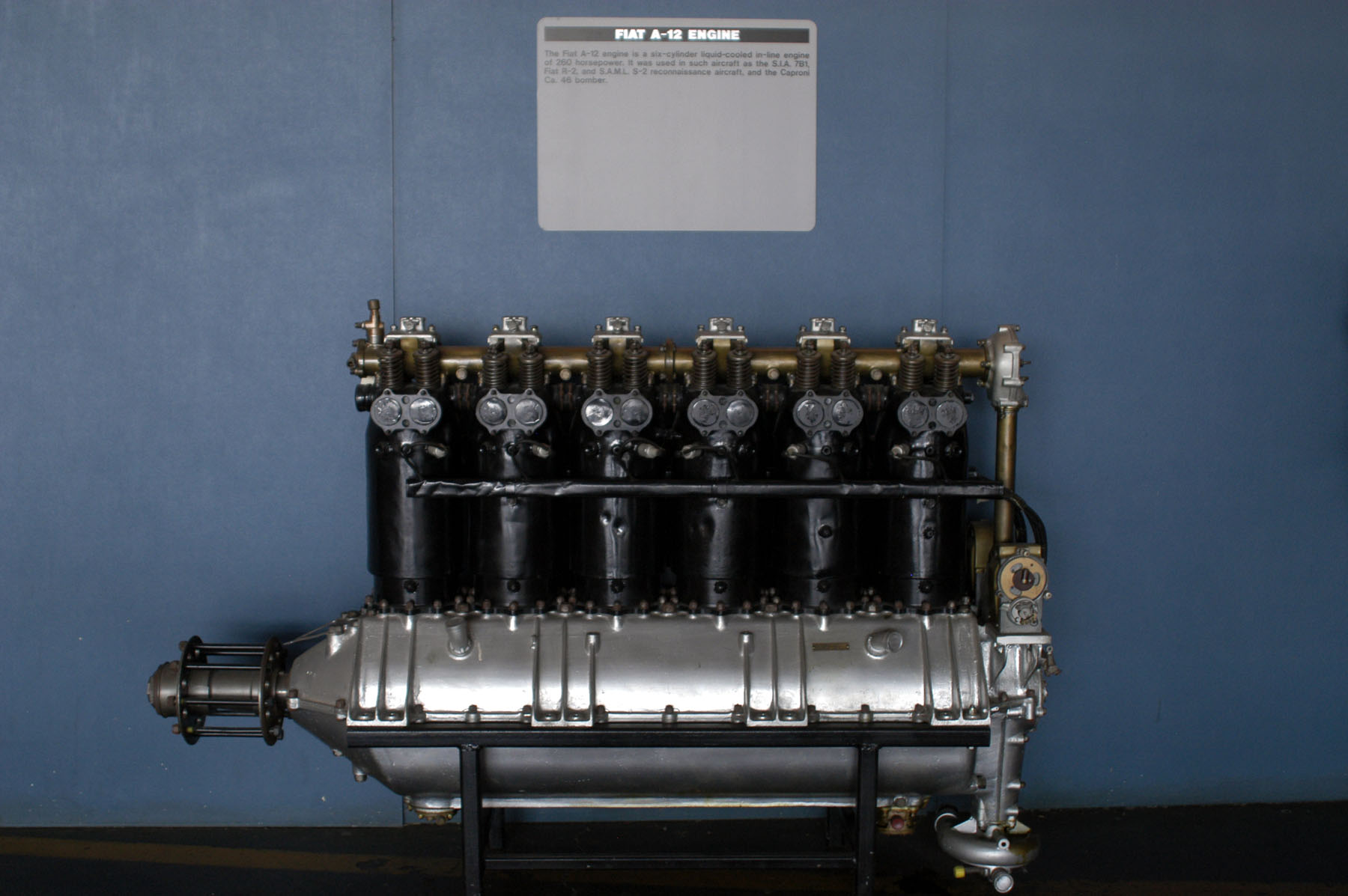
Flugzeugmotor Typ Fiat A.12

## Sonstiges
- Der von Eldridge am 12. Juli 1924 erreichte Wert war der letzte Landgeschwindigkeitsrekord, der auf einer öffentlichen Straße aufgestellt wurde.
- Die Bezeichnung Mefistofele gibt die italienische Schreibweise des Fahrzeugnamens wieder. Diese befindet sich auch als Schriftzug an beiden Außenseiten des Wagens. An der hölzernen Spritzwand im Motorraum ist eine Messingplakette angebracht, auf der die international gebräuchlichere, an das Griechische angelehnte Schreibweise Mephistopheles zu lesen ist.
- Eine seiner Vorführungen als rollendes Exponat in jüngerer Zeit erlebte der Mefistofele im Jahr 2010 anlässlich der Präsentation des Fiat 500 TwinAir auf der Teststrecke von Balocco. Interessant und kurios ist diese Fahrzeugpaarung insbesondere aufgrund der Tatsache, dass der Mefistofele annähernd 25-mal so viel Hubraum besitzt wie der Fiat 500 TwinAir.